# Paříž–Nice 2019
77. ročník cyklistického závodu Paříž–Nice se konal mezi 10. a 17. březnem 2019. Vítězem se stal Kolumbijec Egan Bernal z týmu Sky, jenž porazil svého krajana Naira Quintanu (Movistar Team) a svého týmového kolegu Michała Kwiatkowského.
Michał Kwiatkowski se stal vítězem bodovací soutěže, zatímco Thomas De Gendt (Lotto–Soudal) se stal nejlepším vrchařem. Celkový vítěz Egan Bernal také vyhrál soutěž mladých jezdců a Team Sky vyhrál soutěž týmů.

## Týmy
Závodu se zúčastnilo 23 týmů, 18 UCI WorldTeamů a 5 druholigových UCI ProTeamů. Každý tým nastoupil se 7 jezdci. 
Týmy, které se zúčastnily závodu, byly:
UCI WorldTeamy
- AG2R La Mondiale
- Astana
- Bahrain–Merida
- Bora–Hansgrohe
- CCC Team
- Deceuninck–Quick-Step
- EF Education First
- Team Dimension Data
- Groupama–FDJ
- Team Katusha–Alpecin
- Lotto–Soudal
- Movistar Team
- Mitchelton–Scott
- Team Sunweb
- Team Sky
- Team Jumbo–Visma
- Trek–Segafredo
- UAE Team Emirates

UCI ProTeamy
- Arkéa–Samsic
- Cofidis
- Delko–Marseille Provence
- Direct Énergie
- Vital Concept–B&B Hotels

## Trasa a etapy
| Etapa | Datum      | Trasa                                         | Vzdálenost          | Typ | Typ                  | Vítěz                        |
| ----- | ---------- | --------------------------------------------- | ------------------- | --- | -------------------- | ---------------------------- |
| 1     | 10. března | Saint-Germain-en-Laye - Saint-Germain-en-Laye | 138,5 km (86,1 mi)  |     | Rovinatá etapa       | Dylan Groenewegen (NED)      |
| 2     | 11. března | Les Bréviaires - Bellegarde                   | 163,5 km (101,6 mi) |     | Rovinatá etapa       | Dylan Groenewegen (NED)      |
| 3     | 12. března | Cepoy - Moulins/Yzeure                        | 200 km (120 mi)     |     | Rovinatá etapa       | Sam Bennett (IRL)            |
| 4     | 13. března | Vichy - Pélussin                              | 210,5 km (130,8 mi) |     | Kopcovitá etapa      | Magnus Cort (DEN)            |
| 5     | 14. března | Barbentane - Barbentane                       | 25,5 km (15,8 mi)   |     | Individuální časovka | Simon Yates (GBR)            |
| 6     | 15. března | Peynier - Brignoles                           | 176,5 km (109,7 mi) |     | Kopcovitá etapa      | Sam Bennett (IRL)            |
| 7     | 16. března | Nice - Col de Turini La Bollène-Vésubie       | 181,5 km (112,8 mi) |     | Horská etapa         | Daniel Felipe Martínez (COL) |
| 8     | 17. března | Nice - Nice                                   | 110 km (68 mi)      |     | Středně těžká etapa  | Jon Izagirre (ESP)           |

## Průběžné pořadí
| Etapa          | Vítěz                  | Celkové pořadí     | Bodovací soutěž    | Vrchařská soutěž | Soutěž mladých jezdců | Soutěž týmů        |
| -------------- | ---------------------- | ------------------ | ------------------ | ---------------- | --------------------- | ------------------ |
| 1              | Dylan Groenewegen      | Dylan Groenewegen  | Dylan Groenewegen  | Damien Gaudin    | Caleb Ewan            | Bora–Hansgrohe     |
| 2              | Dylan Groenewegen      | Dylan Groenewegen  | Dylan Groenewegen  | Damien Gaudin    | Egan Bernal           | Team Jumbo–Visma   |
| 3              | Sam Bennett            | Dylan Groenewegen  | Dylan Groenewegen  | Damien Gaudin    | Egan Bernal           | Team Jumbo–Visma   |
| 4              | Magnus Cort            | Michal Kwiatkowski | Dylan Groenewegen  | Thomas De Gendt  | Egan Bernal           | Astana             |
| 5              | Simon Yates            | Michal Kwiatkowski | Dylan Groenewegen  | Thomas De Gendt  | Egan Bernal           | EF Education First |
| 6              | Sam Bennett            | Michal Kwiatkowski | Dylan Groenewegen  | Thomas De Gendt  | Egan Bernal           | Team Sky           |
| 7              | Daniel Felipe Martínez | Egan Bernal        | Michal Kwiatkowski | Thomas De Gendt  | Egan Bernal           | Team Sky           |
| 8              | Jon Izagirre           | Egan Bernal        | Michal Kwiatkowski | Thomas De Gendt  | Egan Bernal           | Team Sky           |
| Konečné pořadí | Konečné pořadí         | Egan Bernal        | Michal Kwiatkowski | Thomas De Gendt  | Egan Bernal           | Team Sky           |

## Konečné pořadí
| Legenda | Legenda                          | Legenda | Legenda                                |
| ------- | -------------------------------- | ------- | -------------------------------------- |
|         | Označuje vítěze celkového pořadí |         | Označuje vítěze vrchařské soutěže      |
|         | Označuje vítěze bodovací soutěže |         | Označuje vítěze soutěže mladých jezdců |

### Celkové pořadí
| Pořadí | Jezdec             | Tým                   | Čas         |
| ------ | ------------------ | --------------------- | ----------- |
| 1      | Egan Bernal        | Team Sky              | 21h 35’ 36” |
| 2      | Nairo Quintana     | Movistar Team         | + 39”       |
| 3      | Michał Kwiatkowski | Team Sky              | + 1’ 03”    |
| 4      | Jack Haig          | Mitchelton–Scott      | + 1’ 21”    |
| 5      | Romain Bardet      | AG2R La Mondiale      | + 1’ 45”    |
| 6      | George Bennett     | Team Jumbo–Visma      | + 2’ 20”    |
| 7      | Rudy Molard        | Groupama–FDJ          | + 3’ 02”    |
| 8      | Bob Jungels        | Deceuninck–Quick-Step | + 3’ 06”    |
| 9      | Luis León Sánchez  | Astana                | + 3’ 12”    |
| 10     | Ilnur Zakarin      | Team Katusha–Alpecin  | + 4’ 07”    |

### Bodovací soutěž
| Pořadí | Jezdec                 | Tým                   | Body |
| ------ | ---------------------- | --------------------- | ---- |
| 1      | Michał Kwiatkowski     | Team Sky              | 33   |
| 2      | Daniel Felipe Martínez | EF Education First    | 28   |
| 3      | Simon Yates            | Mitchelton–Scott      | 25   |
| 4      | Luis León Sánchez      | Astana                | 24   |
| 5      | Matteo Trentin         | Mitchelton–Scott      | 24   |
| 6      | Arnaud Démare          | Groupama–FDJ          | 22   |
| 7      | Magnus Cort Nielsen    | Astana                | 18   |
| 8      | Jon Izagirre           | Astana                | 18   |
| 9      | Philippe Gilbert       | Deceuninck–Quick-Step | 16   |
| 10     | Oliver Naesen          | AG2R La Mondiale      | 16   |

### Vrchařská soutěž
| Pořadí | Jezdec                 | Tým                | Body |
| ------ | ---------------------- | ------------------ | ---- |
| 1      | Thomas De Gendt        | Lotto–Soudal       | 76   |
| 2      | Alessandro De Marchi   | CCC Team           | 43   |
| 3      | Nairo Quintana         | Movistar Team      | 25   |
| 4      | Matteo Trentin         | Mitchelton–Scott   | 16   |
| 5      | Jon Izagirre           | Astana             | 16   |
| 6      | Tejay Van Garderen     | EF Education First | 16   |
| 7      | Miguel Ángel López     | Astana             | 15   |
| 8      | Daniel Felipe Martínez | EF Education First | 14   |
| 9      | Luis León Sánchez      | Astana             | 12   |
| 10     | Giulio Ciccone         | Trek–Segafredo     | 12   |

### Soutěž mladých jezdců
| Pořadí | Jezdec                 | Tým                  | Čas         |
| ------ | ---------------------- | -------------------- | ----------- |
| 1      | Egan Bernal            | Team Sky             | 21h 35’ 36” |
| 2      | Valentin Madouas       | Groupama–FDJ         | + 4’ 07”    |
| 3      | Daniel Felipe Martínez | EF Education First   | + 9’ 27”    |
| 4      | Miguel Ángel López     | Astana               | + 23’ 44”   |
| 5      | Tao Geoghegan Hart     | Team Sky             | + 26’ 23”   |
| 6      | Giulio Ciccone         | Trek–Segafredo       | + 30’ 21”   |
| 7      | Élie Gesbert           | Arkéa–Samsic         | + 30’ 24”   |
| 8      | Iván Sosa              | Team Sky             | + 31’ 57”   |
| 9      | Iván García            | Bahrain–Merida       | + 36’ 47”   |
| 10     | Nils Politt            | Team Katusha–Alpecin | + 37’ 22”   |

### Soutěž týmů
| Pořadí | Tým                   | Čas         |
| ------ | --------------------- | ----------- |
| 1      | Team Sky              | 87h 57’ 51” |
| 2      | Astana                | + 9’ 46”    |
| 3      | AG2R La Mondiale      | + 10’ 25”   |
| 4      | Mitchelton–Scott      | + 15’ 27”   |
| 5      | Bahrain–Merida        | + 17’ 18”   |
| 6      | Movistar Team         | + 33’ 16”   |
| 7      | Direct Énergie        | + 40’ 19”   |
| 8      | Groupama–FDJ          | + 41’ 41”   |
| 9      | Trek–Segafredo        | + 42’ 18”   |
| 10     | Deceuninck–Quick-Step | + 43’ 46”   |